# 김혁 (1985년 5월)
김혁(한국 한자: 金赫, 1985년 5월 4일 ~ )은 대한민국의 전 축구 선수이며, 포지션은 공격수였다.